# حباريات
الحباريات هي فصيلة من الطيور الكبيرة تقطن السهول الجافة المفتوحة في قارات العالم القديم، أغلبها غير قادرة على الطيران. يتراوح طولها من 40 إلى 150 سنتيمتراً، وهي طيور قارتة وانتهازية بشكل عام.

## الوصف

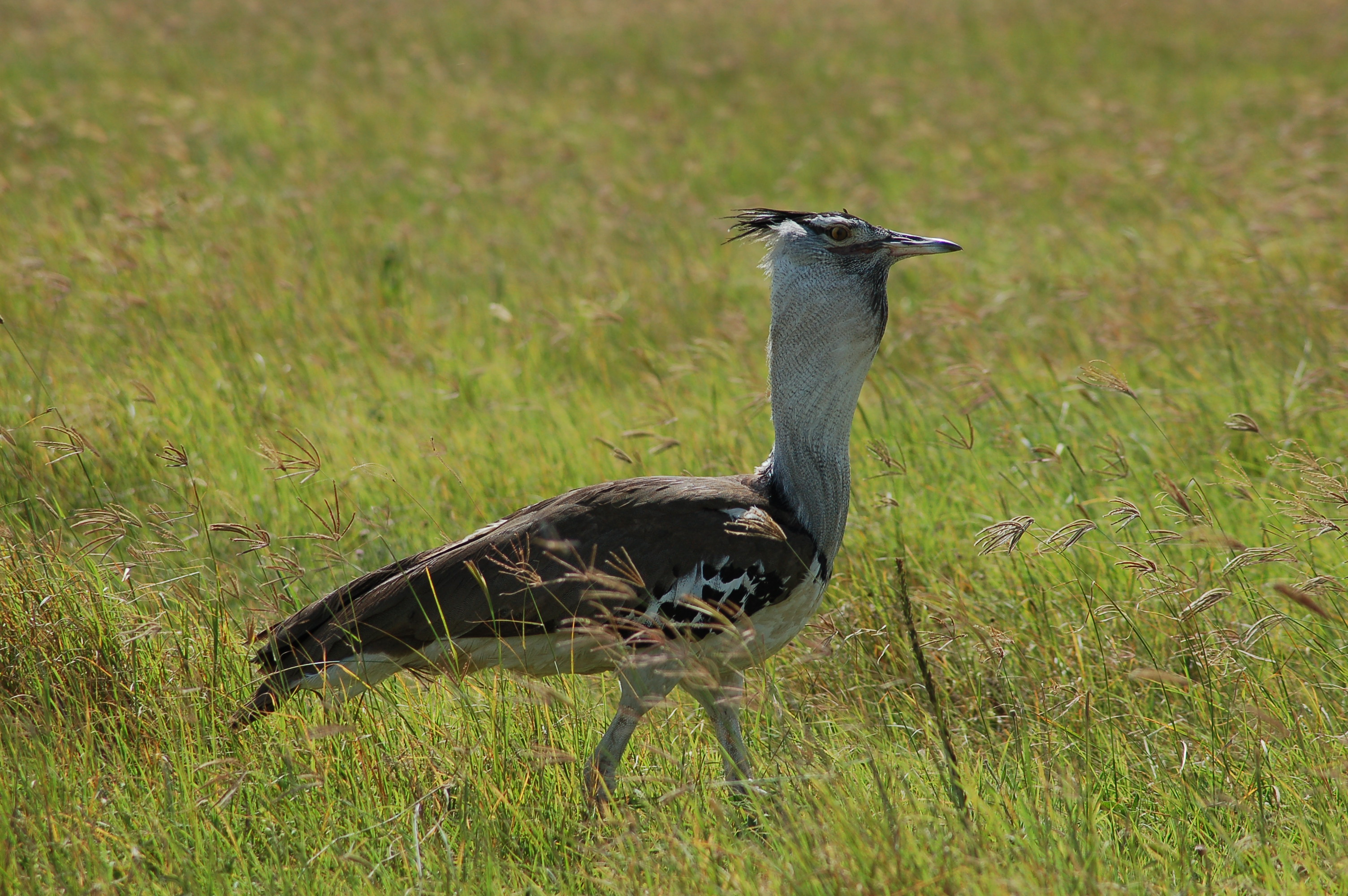
حباري كوري في فوهة نغورنغورو بتنزانيا.

جميع الحباريات كبيرة الحجم نسبيًا، وأكبر أنواعها هما الحباري الكوري والحباري الكبير، اللذان يعتبرهما الكثيرون أثقل طائرين قادرين على الطيران في العالم. ففي كلا النوعين يتجاوز وزن الذكور البالغة الضخمة 20 كيلوغرامًا، وأما متوسط الوزن فهو حوالي 13.5 كغم، والطول يمكن أن يصل إلى 150 سنتيمتراً. أصغر أنواع الفصيلة هو الحباري البني الصغير، الذي يبلغ طوله حوالي 40 سنتيمتراً، ووزنه قرابة 600 غرام بالمتوسط. الذكور أضخم بكثير من الإناث في جميع أنواع الحباريات، إذ يكون طول الذكر غالبًا أطول بنسبة 30% من طول الأنثى، فيما يزن ضعف وزنها. لدى أجنحة هذه الطيور 10 ريش أولية و16 إلى 24 ريشة ثانوية، وأما الذيل فيحتوي 18 إلى 22 ريشة.

## البيئة والسلوك
الحباريات كائنات قارتة تتغذّى بشكل أساسي على البذور واللا فقاريات. تبني هذه الطيور أعشاشها على الأرض، مما يجعل بيوضها وصغارها معرَّضة كثيراً للخطر والافتراس. وهي تمشي بثبات على أرجلها القوية وأصابعها الكبيرة، وتقضي أغلب وقتها ماشية أو راكضة بدلاً من الطيران، وأما أجنحتها فهي طويلة وعريضة. من ضمن طقوس واستعراضات التزاوج عند الحباريات نفخ أكياس الحنجرة، ورفع أعرافها والتباهي بها. وبعد التزاوج تضع الأنثى ثلاثة إلى خمسة بيوض مرقطة داكنة اللون في حفرة صغيرة، وتحضنهم وحدها دون مساعدة الذكر.
تعيش الحباريات في جماعات خارج مواسم التزاوج، غير أنها حذرة جداً اتجاه البشر، ومن الصَّعب الاقتراب منها في البيئات المفتوحة التي تفضّلها.

## التهديدات والأخطار
أعداد أغلب أنواع الحباريات آخذة في الانحدار حالياً، لأسباب عدة أبرزها تدمير البيئة والصيد الجائر، حتى في المناطق التي تعد فيها محميَّة. مات آخر حباري في بريطانيا قرابة سنة 1832، ولو أن إعادة استقدام وتوطين بدأت حديثاً له بإحضار فراخ من روسيا، وقد وُضعَت حديثاً أول بيضتين للحباري الكبير في بريطانيا للمرة الأولى منذ أكثر من قرن ونصف.